# Desa Bojongkerta (administrativ by i Indonesien, lat -6,67, long 106,84)
Desa Bojongkerta är en administrativ by i Indonesien.   Den ligger i provinsen Jawa Barat, i den västra delen av landet, 50 km söder om huvudstaden Jakarta.